# Никитин, Сергей Иванович
Сергей Иванович Никитин (9 [21] января 1899, Рославльский уезд, Смоленская губерния — 30 декабря 1963, Ленинград) — советский военачальник, генерал-майор (13 сентября 1944).

## Биография
Родился 9 января 1899 года в деревне Слободка Феодоровской волости Рославльского уезда Смоленской губернии.
В Красной гвардии в отряде при машиностроительном заводе в городе Бежица Орловской губернии — с ноября 1917 года. На службе в Красной армии — с января 1918 года.

### Гражданская война
Участник Гражданской войны в России. С января 1918 года был рядовым бойцом в Рославльском отдельном коммунистическом отряде особого назначения. В конце 1918 года командирован на 3-и пехотные курсы красных командиров в Москву. Весной 1919 года курсы были переведены в Уральскую область, где Никитин участвовал в боях против белоказаков генерала В. С. Толстова. В июне 1919 года с курсами убыл в город Черкассы. Здесь принимал участие в ликвидации контрреволюционных банд. В августе-сентябре этого же года в составе особой бригады курсантов сражался с войсками Деникина. В октябре убыл с курсами под Петроград и участвовал в боях против войск генерала Юденича. В январе 1920 года курсы были переведены в Полтаву. В апреле 1920 года окончил их и был направлен в 13-ю армию Юго-Западного фронта; по прибытии назначен командиром роты 22-го стрелкового полка 3-й стрелковой дивизии. В её составе сражался с войсками генерала Врангеля. Под Перекопом был ранен и эвакуирован в госпиталь в Харьков, после излечения в августе был зачислен в 4-й запасный полк Западного фронта. Затем через три месяца переведен во 2-й запасный полк, дислоцировавшийся в Гжатске на должность заместителя начальника полковой школы. В феврале 1921 года убыл на Тамбовский фронт, где командиром батальона 88-го стрелкового полка 30-й стрелковой бригады 10-й стрелковой дивизии участвовал в подавлении восстания А. С. Антонова. После окончания боевых действий, в ноябре 1921 года, Никитин был командирован на курсы «Выстрел». После их окончания, в августе 1922 года, назначен командиром роты 77-х Сумских пехотных курсов.

### Межвоенное время
В марте 1923 года С. И. Никитин был переведен в войска ОГПУ и назначен командиром 35-го отдельного дивизиона войск ОГПУ в Царицыне. С ноября 1923 по август 1924 года проходил обучение в Высшей пограничной школе в Москве, затем был назначен комендантом пограничного участка 58-го кавалерийского погранотряда Дальневосточного края. В этой должности принимал участие в боях на Китайско-Восточной железной дороге.
С декабря 1929 по август 1930 года находился на курсах усовершенствования при Высшей пограничной школе; после окончания был оставлен в ней в должности помощника начальника курсов. В мае 1932 года зачислен слушателем Военной академии РККА им. М. В. Фрунзе. В мае 1936 года окончил академию и был назначен начальником 54-го кавалерийского погранотряда Восточно-Сибирского военного округа. В мае 1938 года был назначен начальником боевой подготовки Главного управления пограничных и внутренних войск НКВД, с декабря этого же года исполнял должность начальника отдела НКВД по Ленинградской области. В 1939—1941 годах работал начальником управления Государственной противопожарной службы Ленинграда.

### Великая Отечественная война
С началом Великой Отечественной войны, в июне 1941 года, полковник С. И. Никитин был назначен начальником штаба Ленинградской армии народного ополчения. С 25 августа августа был уполномоченным Военного совета Северо-Западного направления по строительству укрепленных рубежей на реке Волхов, одновременно с сентября исполнял должность начальника рекогносцировочной группы штаба 4-й армии. С марта 1942 года он занимал должность начальника инженерного отделения и тактического руководителя курсов младших лейтенантов Волховского фронта. В мае исполнял должность начальника штаба 6-го гвардейского стрелкового корпуса. 1 июня 1942 года был назначен заместителем командира 4-й гвардейской стрелковой дивизии, которая 16 августа была переброшена на Сталинградский фронт в 1-ю гвардейскую армию. Вела бои на Сталинградском и Донском фронтах, входя в состав 21-й, 4-й танковой и 65-й армий. В ходе контрнаступления под Сталинградом дивизия в составе 5-й ударной армии Сталинградского, а с 26 декабря — Юго-Западного фронтов участвовала в Котельниковской наступательной операции.
В апреле 1943 года полковник С. И. Никитин стал командиром 4-й гвардейской стрелковой дивизией, с которой участвовал в Миусской и Донбасской наступательных операциях. Но 18 сентября 1943 года был отстранен от должности и назначен временно исполняющим должность коменданта 1-го гвардейского укрепрайона (УР). Его части в составе 28-й армии Южного (с 20.10.1943 — 4-го Украинского) фронта принимали участие в Мелитопольской наступательной операции. В марте 1944 года части укрепленного района под командованием Никитина в составе той же 28-й армии но уже 3-го Украинского фронта форсировали Днестровско-Бугский лиман и участвовали в освобождении городов Николаев и Очаков. В последующем 1-й гвардейский УР в составе войск 3-го Украинского фронта принимал участие в Березнеговато-Снигирёвской и Одесской наступательных операциях, в освобождении юга Украины и Молдавии, в Ясско-Кишинёвской, Белградской и Будапештской наступательных, Балатонской оборонительной операциях. 7 апреля 1945 года С. И. Никитин был назначен начальником отдела боевой и физической подготовки фронта.

### После войны
После окончания войны, в августе 1945 года, генерал-майор С. И. Никитин был прикомандирован к Военной академии им. М. В. Фрунзе, где исполнял должность начальника курса. В ноябре этого же года был переведен в Военно-медицинскую академию им. С. М. Кирова на должность старшего преподавателя кафедры общей тактики. В январе 1953 года направлен в Группу советских войск в Германии командиром 68-й отдельной инженерно-технической бригады.
В июне 1957 года Сергей Иванович был уволен в отставку. Умер 30 декабря 1963 года в Ленинграде.

## Награды
- Награждён орденом Ленина, двумя орденами Красного Знамени, орденами Суворова 2-й степени, Богдана Хмельницкого 2-й степени, «Знак Почёта» (1940), а также медалями, среди которых «За оборону Сталинграда».